# Função identidade

Gráfico da função de identidade nos números reais.

Na matemática, uma  função identidade (ou função de identidade), também chamada de relação de identidade ou mapa de identidade ou transformação de identidade, é uma função que sempre retorna o mesmo valor usado como argumento. Nas equações, a função é dada por {\displaystyle f(x)=x}. Trata-se de uma função bijetiva.

## Definição
Formalmente, se {\displaystyle X} é um conjunto, a função de identidade {\displaystyle f} em {\displaystyle X} é definida para ser a função com domínio e contradomínio {\displaystyle X} definida por:
{\displaystyle {\begin{matrix}f:&X&\rightarrow &X\\&x&\mapsto &x\end{matrix}}}
ou seja, {\displaystyle f(x)=x} para todos os elementos {\displaystyle x} em {\displaystyle X}.
Em outras palavras, o valor da função {\displaystyle f(x)} em {\displaystyle X} (isto é, o contradomínio) é sempre o mesmo elemento de entrada {\displaystyle x} de {\displaystyle X} (agora considerado como o domínio). A função de identidade em {\displaystyle X} é claramente uma função injetiva, bem como uma função sobrejetiva, por isso também é bijetiva.
A função de identidade {\displaystyle f} em {\displaystyle X} é frequentemente denotada por {\displaystyle \mathrm {id} _{X}}.
Na teoria dos conjuntos, onde uma função é definida como um tipo particular de relação binária, a função identidade é dada pela relação de identidade, ou diagonal de {\displaystyle X}.
O gráfico da função identidade é uma reta bissetriz do primeiro e terceiro quadrante (x=y), ou seja, a reta passa pela origem (0,0). Por essa mesma razão ele se parece com a função linear.

## Propriedade algébrica
Se {\displaystyle f:A\rightarrow B}é uma função qualquer, então nós temos {\displaystyle f\circ \mathrm {id} _{A}=f=\mathrm {id} _{B}\circ f}(onde "{\displaystyle \circ }" denota composição de função). Em particular {\displaystyle \mathrm {id} _{A}}é o elemento de identidade do monoide de todas as funções de {\displaystyle A} até {\displaystyle A}.
Como o elemento de identidade de um monoide é único, pode-se definir alternadamente a função de identidade {\displaystyle A} ser esse elemento de identidade. Tal definição generaliza para o conceito de um morfismo de identidade na teoria de categorias, onde os endomorfismos de {\displaystyle A} não deve ser funções.

## Propriedades
- A função identidade é um operador linear, quando aplicado a espaços vetoriais.[4]
- A função identidade nos inteiros positivos é uma função completamente multiplicativa (essencialmente multiplicação por 1), considerada na teoria dos números.[5]
- Em um espaço vetorial {\displaystyle n}-dimensional, a função identidade é representada pela matriz identidade {\displaystyle I_{n}}, independentemente da base.[6]
- Em um espaço métrico, a identidade é trivialmente uma isometria. Um objeto sem qualquer simetria tem como grupo de simetria o grupo trivial contendo apenas essa isometria (tipo de simetria {\displaystyle C_{1}}).[7]
- Em um espaço topológico, a função identidade é sempre contínua.